# Samuele Segreto
Samuele Segreto (Palermo, 23 luglio 2004) è un attore e ballerino italiano. Ha recitato da protagonista nel film di Giuseppe Fiorello Stranizza d'amuri e partecipato alla 22ª edizione del talent show Amici di Maria De Filippi, arrivando fino alla fase serale.

## Biografia
Dopo aver iniziato a studiare danza hip-hop e moderna nel 2012, Segreto debutta come attore nel 2016 interpretando il ruolo di Sebastiano nel film In guerra per amore di Pif. Nello stesso anno esordisce anche come ballerino televisivo, partecipando in qualità di concorrente nella trasmissione Pequeños gigantes e come membro del cast fisso nella trasmissione House Party. Nel 2017 entra nel cast di una rappresentazione de Lo schiaccianoci coreografata da Giuliano Peparini e tenutasi presso l'arena Forest National di Bruxelles. Negli anni successivi prende parte a diverse produzioni cinematografiche e televisive, come il film Il mio corpo vi seppellirà e la miniserie televisiva L'Ora - Inchiostro contro piombo.
Nel 2022 viene selezionato come concorrente della ventiduesima edizione del talent show Amici di Maria De Filippi (dove qualche anno prima prese parte al corpo di ballo del serale della sedicesima edizione), entrando a far parte della squadra di Emanuel Lo in qualità di ballerino hip hop. Approda successivamente alla fase serale del programma, dove viene eliminato alla terza puntata il 1º aprile 2023 (ottenendo anche una borsa di studio di 1 anno all'Ailey School di New York). In contemporanea, esce nei cinema il film Stranizza d'amuri di Giuseppe Fiorello, opera ispirata al delitto di Giarre in cui Segreto interpreta uno dei protagonisti. La sua performance viene giudicata positivamente da parte della critica.

## Filmografia

### Cinema
- In guerra per amore, regia di Pif (2016)
- Il mio corpo vi seppellirà, regia di Giovanni La Parola (2021)
- Stranizza d'amuri, regia di Giuseppe Fiorello (2023)

### Televisione
- Liberi sognatori - Delitto di mafia, regia di Michele Alhaique - film TV (2018)
- L'Ora - Inchiostro contro piombo – miniserie TV (2022)
- Those About to Die – miniserie TV (2024)

## Programmi televisivi
- Pequeños gigantes (Canale 5, 2016) – Concorrente
- Amici di Maria de Filippi (Canale 5, 2016-2017, 2022-2023) – Ballerino professionista, Concorrente[10]
- House Party (Canale 5, 2016) – Attore e ballerino